# Kurt Sutter
Kurt Sutter es un guionista, director, productor y actor norteamericano. Es conocido por su trabajo como guionista y actor en The Shield, encarnando al enigmático sicario Margos Dezerian; así como por haber creado Sons of Anarchy para FX Networks, serie de la que ha escrito y dirigido numerosos episodios, encarnando también al personaje encarcelado del club Otto Delaney. 
Se casó con la actriz Katey Sagal en una ceremonia privada el 2 de octubre de 2004 en su casa, Los Feliz, California. Tuvieron a su primera hija, Esme Louise, el 10 de enero de 2007, a través de una madre de alquiler. Viven con sus otros dos hijos, Sarah y Jackson, y sus tres perros, Lola, Lumpy y Blue.
Entre los proyectos futuros como guionista de Kurt Sutter se encuentra Inland Saints, una película que dirigirá Joel Schumacher para la productora Paramount Pictures. También debutará como director con Awaken the Dragon, un remake de Enter the Dragon al estilo afroamericano. Su último proyecto, The Bastard Executioner, producido por Brian Grazer para FX Networks con una historia ubicada en el siglo XIV y rodada en el Reino Unido, fue cancelado por la cadena tras comprobar pasados 10 episodios que la caída de audiencia había sido espectacular.

## Filmografía

### Películas
- 2015 - Southpaw (guionista)
- 2019 - Chaos Walking - Cillian

### Series de TV
- 2002-2008 The Shield (como actor, guionista y productor)
- 2008-2014 Sons Of Anarchy (como actor, guionista y productor)
- 2015-...  The Bastard Executioner (actor, guionista y productor)
- 2018-...  Mayans MC (guionista y productor)